# Pelodytes hespericus
Pelodytes hespericus é uma espécie de anfíbio anuro da família Pelodytidae. O seu estado de conservação ainda não foi avaliado pela Lista Vermelha da UICN. Está presente em Espanha.